# برايان لي (كاتب أغاني)
برايان لي (بالإنجليزية: Brian Lee)‏ هو كاتب أغاني أمريكي، ولد في 1981.

## وصلات خارجية
- برايان لي على موقع ميوزك برينز (الإنجليزية)
- برايان لي على موقع ديسكوغز (الإنجليزية)